# Дівочі очка фарбувальні
Дівочі очка фарбувальні, кореопсис фарбувальний (Coreopsis tinctoria) — вид рослин з родини айстрових (Asteraceae), батьківщиною є Північна Америка (південна Канада, США, північна Мексика).

## Опис
Однорічна рослина (10)30–70(150) см. Листя: проксимальні листки як правило, 1(3)-перисті. Кошики 2.5–3 см в діаметрі. Крайові язичкові квітки жовті або помаранчеві, біля основи іноді коричневі; серединні — трубчасті, здебільшого темно-червоні, з коричневим кільцем. Сім'янки вузькі й довгі, веретеноподібні.

## Поширення
Батьківщиною є Північна Америка (пд. Канада, США, пн. Мексика); натуралізований в Китаї, Японії, деяких країнах Європи; також культивується.
В Україні вид зростає в садах і парках, на квітниках, газонах — на всій території; декоративна рослина.